# مارلبورو

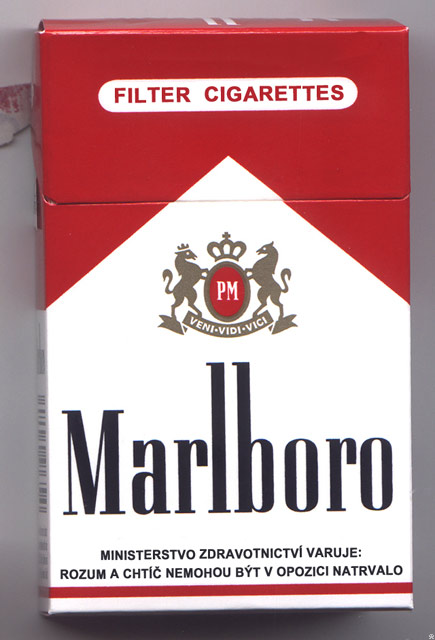
علبة سجائر مارلبورو

مارلبورو (بالإنجليزية: Marlboro)‏ هو نوع من السجائر، منتج لشركة فيليب موريس الدولية (أو في الولايات المتحدة منتج لشركة فيليب في عام 1902 افتتح فيليب موريس صاحب مصنع التبغ البريطاني فرعاً له في نيويورك لبيع ماركات التبغ مثل كامبردج ودربي ومارلبورو، وسميت سجائر مارلبورو على اسم الشارع الذي قام فيه أول مصنع فيليب موريس في لندن.

## بداية ظهور سجائر مالبورو والجمهور المستهدف

بدايات مارلبورو أستهدفت النساء في عام 1924

قدمت شركة فيليب موريس سجائر مارلبورو عام 1924 واستهدفت النساء بشكل أساسي- بوصفها سيجارة ناعمة - وبالتحديد نساء الصفوة الأنيقات اللائي يدخن سيجارة مارلبورو ليكملن أناقة الأزياء، وفي عام 1926 بدأت حملات إعلانية تظهر نساء الصفوة يدخن السيجارة ليكملن أناقتهن في المجتمع الراقي، وكانت إعلانات السجائر تشبه إلى حد كبير إعلانات الموضة وتلا ذلك تقدم وضع شريط أحمر على نهاية السيجارة لإخفاء علامة أحمر الشفايف، إضافة إلى استهدافهم- بشكل ثانوي- رجال الصفوة من السادة المهذبين الذين يستطيعون تدخينها كسيجارة من نوعية أهدأ بعد العشاء، ولكن لم تأت السيجارة النجاح المنشود أبداً، ولذلك فكان الرجال يعتقدون أنها سيجارة للنساء وليست للرجال ولذلك كانت المبيعات في عام 1954 0.25 % وشكل مستقبلا مظلما بالنسبة لهذا المنتج وكان ينبغي سحبها من السوق خصوصاً بعد نجاح علامات تجارية أخرى.

## فترة الحرب العالمية الثانية
وفي عام 1942 ظهرت دراسات تعقيباً على حملات السجائر الإعلانية المختلفة تؤكد أن السجائر كلها واحد وكلها مميته، وخلال الحرب العالمية الثانية فشل المنتج تماماً وسيطرت علامات أخرى مثل كامل ولاكي سترايك على السوق.

## بداية الوعي بأثر التدخين في التسبب بسرطان الرئة
وفي عام 1957 نشرت دراسات في مجلة ريدرز دايجست الشهيرة عن ارتباط التدخين بسرطان الرئة فقابلت الشركة ذلك بحملة إعلانية تليفزيونية أخرى لمطربة مشهورة في ذلك الوقت تداعب مشاعر المشاهدين بأغنية عن الاسترخاء مع مارلبورو بسحر ودلال.
وفي بداية الخمسينات كانت هناك 6 ماركات من السجائر بفلتر ففي ذلك الوقت كان الرجال في أمريكا يعتبرون السجائر المفلترة ليست للرجال، على أن تلك الدراسات دفعت المدخنين للأنواع المفلترة، ولم تكن لشركة فيليب موريس سيجارة مفلترة فقررت إيقاف حملاتها الإعلانية الحالية لتدشين مارلبورو كسيجارتها المفلترة الجديدة.
ورغب الكثير من المدخنين بتجربة أنواع أخرى لعدم استطاعتهم التوقف عن التدخين، وعندئذ رآها فيليب موريس فرصة ذهبية لإعادة تقديم السيجارة مرة أخرى على أنها السيجارة الأكثر أماناً بتقديم الفلتر، على أن ذلك لم يخدم الموقف لأن الفلتر كان لا يزال رمزاً للأنوثة التي التصقت أساساً بمارلبورو، وكان عليه أن يراجع استراتيجياته لتلائم الجمهور المستهدف الجديد : المدخنين المدمنين على التدخين الذين يخشون مرض السرطان.
على أنه كانت هناك مشكلتان للتعامل معها الأولى هي الصبغة الأنثوية التي انطبعت على السيجارة لعقود التي يجب التخلص منها والثانية هي أن الدراسات أثبتت أن الفلتر كان لا يزال يعتبر ليس للرجال وإنما للنساء.
وفي عام 1954 لم يكن لديه ما يخسره فقرر تقديم السيجارة المفلترة فاختار مارلبورو واُخْتُبِرَت في مايو 1954 في تكساس بالشكل الجديد الذي يقترب من الشكل الحالي باستثناء اللون الأحمر حيث كانت عبارة عن خطوط حمراء وبيضاء.
وفي نوفمبر 1954، منح فيليب موريس مارلبورو لوكالة ليو بورنت الاعلانية وكانت العلبة قريبة من شكلها الحالي على شكل خطوط حمراء وبيضاء تبدو من بعيد وكأنها وردية اللون والتي بدت بالنسبة لليو ضعيفة وغير جذابة للجمهور المستهدف الجديد، فطلب منهم ابداله باللون الأحمر الصلب، وفي جلسة عمل طلب ليو من الكتاب ان يذكروا أكثر الرموز رجولة فذكر أحدهم راعي البقر ووضعت صورته في حملة الاعلانات الجديدة.

## الاختبار الأول
اُخْتُبِرَت السيجارة بالحملة الجديدة لأول مرة في دالاس/فورت وورث في بداية يناير 1955 واقترح ليو رموزاً لرجال أشداء آخرين مثل الصياد والبستاني والبحار والطيار بوشم عسكري على ظهر أيديهم دلالة على ماضيهم الذي يفيض بالمغامرة وأصبحوا رموزاً لمارلبورو حتى اُسْتُبْدِلُوا بخيال مارلبورو عام 1962 ونجح نجاحاً مبهراً استمر إلى الآن ولا زال النجاح مستمراً حيث تجتذب مشاهد الطبيعة ورعاة البقر الأشداء وتداعب أحلام المراهقين والشباب والرجال وتغريهم بأن يكونوا جزءاً من هذا التجربة العظيمة،، الانطلاق على صهوة جواد في آفاق البرية الساحرة.
وبعد تقديمها عام 1955 أصبحت مارلبورو أكثر العلامات المفلترة مبيعاً في نيويورك وبعد 8 أشهر من بدء الحملة زادت المبيعات إلى 5000 %.

## دور خيال مارلبورو في خدمة المنتج

خيال مارلبورو

وعلى مدى الأربعين عاماً التالية أثبت خيال مارلبورو أنه أكثر الشخصيات شعبية بين الشخصيات الأخرى ولعب دوراً حيوياً في تعريف الناس بالفلتر وكيف أنه لا يؤثر على طعم السيجارة المعهود وأغرى النساء بتجربة السيجارة الرجالية وروج للعلبة الجديدة التي ساهم اللون الأحمر والفتحة القلابة في القبول بين الناس وأصبحت العلبة بلونها الأحمر موضة وكارت عضوية في ذلك النادي الجديد الذي دشنه فيليب موريس وليو بورنت بدون قصد وأصبح خيال مارلبورو المتحدث الرسمي بالنيابة عنهم وبمرور الوقت اختفت العبارات الطويلة من الإعلانات وحل مكانها الصمت بدعوة لزيارة بلد مارلبورو التي يعرفونها جيداً.
وفي عام 1963 عندما أَخُرِّج فيلم العظماء السبعة اشترى فيليب موريس حق استخدام موسيقى الفيلم وأصبحت خلفية لإعلانات مارلبورو الإذاعية والتليفزيونية وقد ساهم ذلك بشكل كبير في نجاح العلامة.
وفي الستينيات عندما حدثت الثورات وتغير وجه العالم عن فترة الخمسينيات الهادئة وجدت الشركة مخرجاً آخر لخيال مارلبورو حيث العودة للبساطة والحرية وبعد ذلك أضيفت مشاهد من فيلم العظماء السبعة لرعاة البقر يجمعون القطعان والخيول البرية على صهوات جيادهم.

## مارلبورو حالياً
وفي عام 1992 أصبحت مارلبورو العلامة رقم 1 في العالم بقيمة سوقية تبلغ 32 مليار دولار أمريكي وأصبحت تباع في 180 بلداً ولديها 38% من حصة السوق في الولايات المتحدة الأمريكية وأكثر السجائر مبيعاً في العالم وفي المركز العاشر من حيث القيمة الإجمالية لمنتجات العالم.